# Storvreten

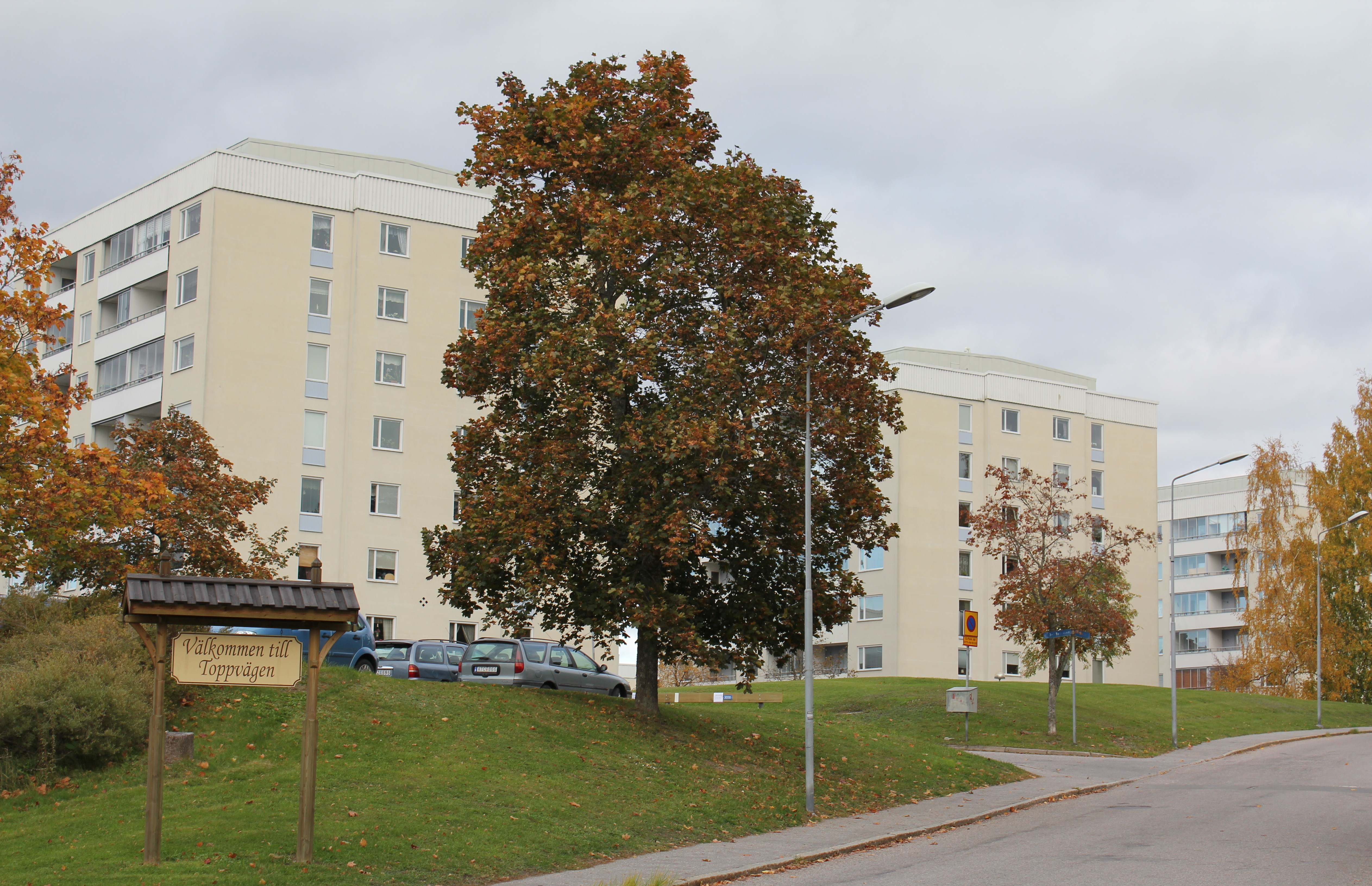
Une vue de Storvreten (oct. 2011).

Storvreten est une importante zone résidentielle de Tumba, au sud de Stockholm.
Storvreten a été construit sur une colline dans les années 1960 et début 1970, et se caractérise par ses nombreux gratte-ciel blancs. Il y a d'autres bâtiments, dont des zones résidentielles. La proportion de résidents de source étrangère était de 38,6 % en 2003 et le taux de chômage de 4,4 %. Les Finlandais et les Turcs sont les deux plus grands groupes d'immigrants dans la région, et de nombreux somaliens vivent là aussi.